# 피에르 퓌뷔 드 샤반
피에르 퓌뷔 드 샤반(프랑스어: Pierre Puvis de Chavannes, 1824년 12월 14일 ~ 1898년 10월 24일)은 프랑스 국립 미술 협회의 공동 창립자이자 회장을 역임했던 프랑스의 화가이다.

## 개요
피에르 퓌뷔 드 샤반은 프랑스의 리옹시(市) 태생으로, 처음은 공과를 지망했으나 병을 얻어 요양을 겸하여 이탈리아로 여행하고 회화에 마음이 끌린다. 귀국 후는 몇몇 스승을 찾아 배우지만, 차차 자유로운 연구를 하여, 벽화제작에 분망하다. 작품에는 <가난한 어부>(1881) 외에, 벽화제작으로는 고향인 리옹의 미술관을 위한 <성림>(1883), 그 밖에 몇 점을 그리고, 파리의 소르본 대학교의 강당에 우유화(寓喩畵)(1884)를 그렸는데, 제작은 거대한 스케일은 아니지만 구도는 질서가 바르고 고요히, 회색을 머금은 색조는 마음을 가라앉히는 정적을 그려내어, 내성적인 사색이나 시정을 풍긴다. 최후에는 <파리를 지키는 성(聖) 쥐느비에브>(1898)가 있는데 간소화된 고요함을 풍기고 있다.

## 주요 작품

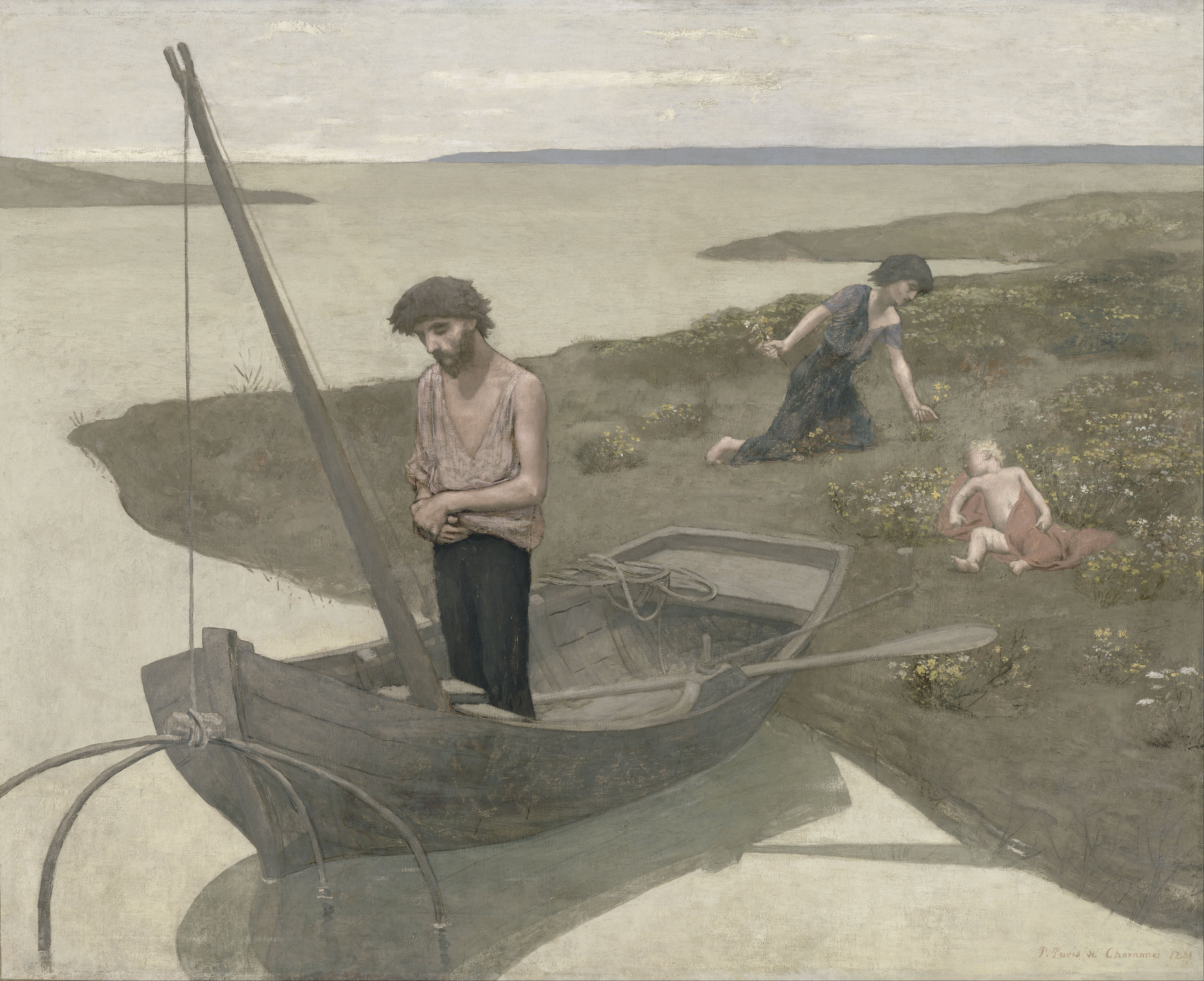
가난한 어부
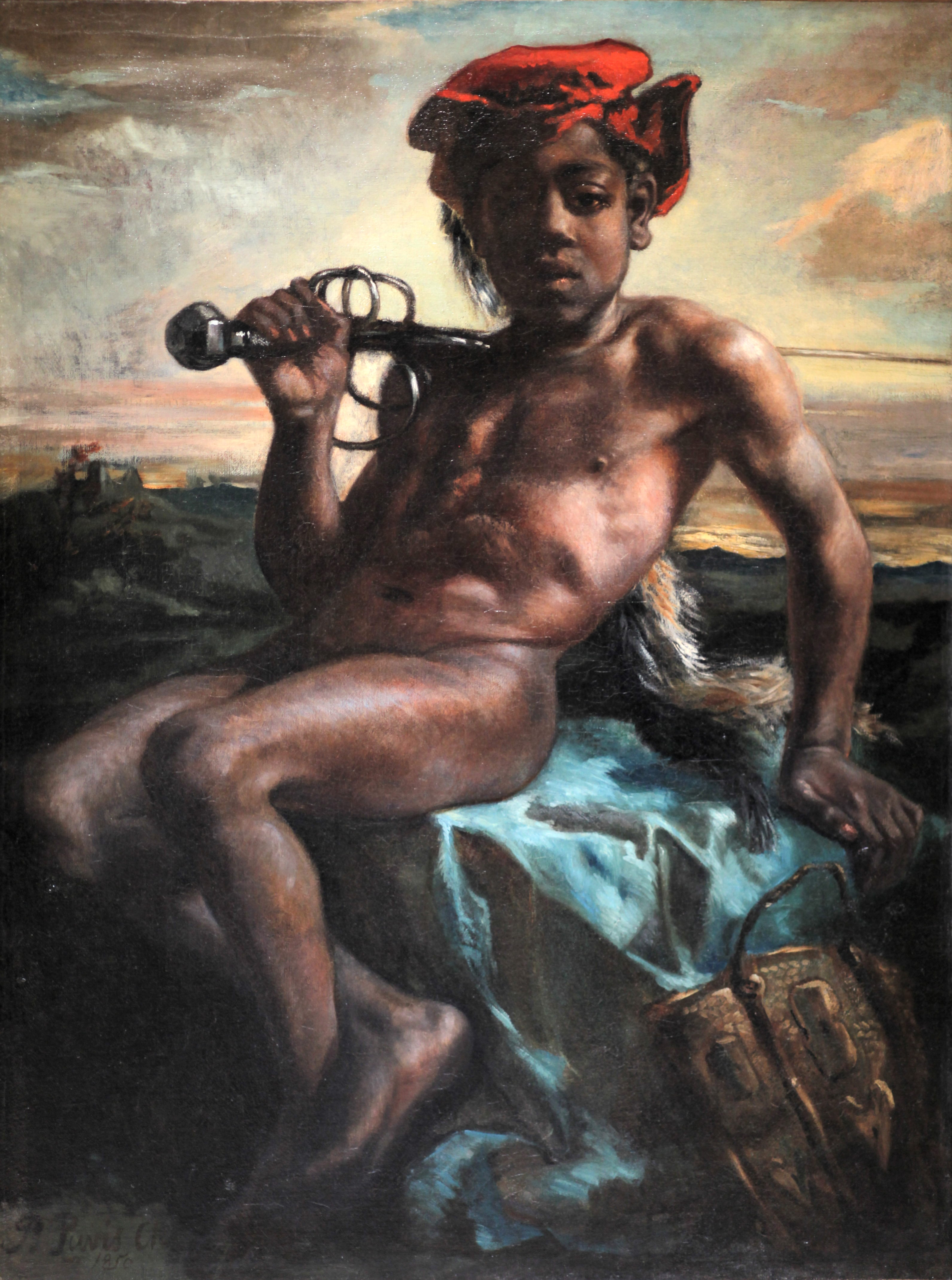
Young black boy with a sword
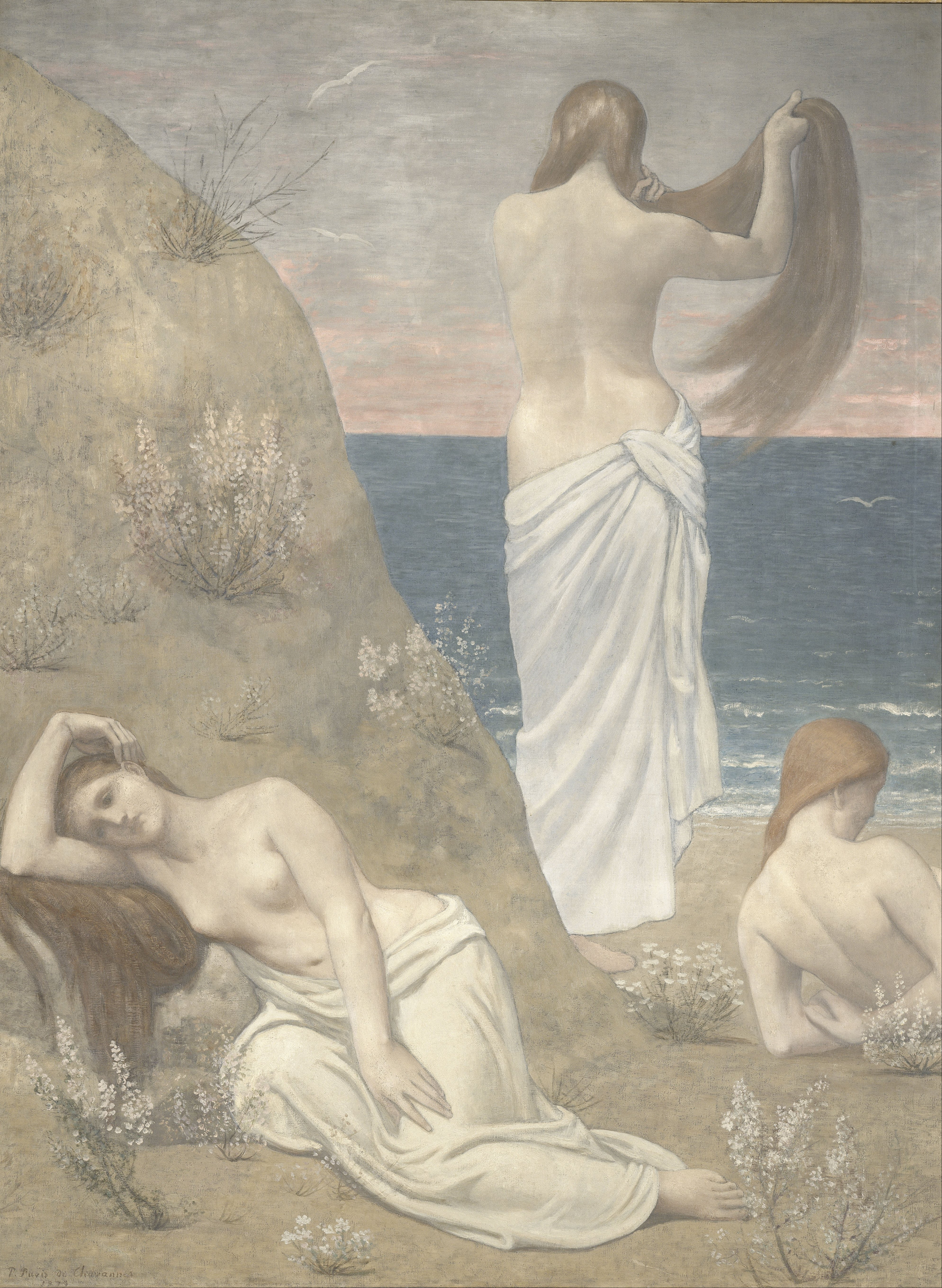
Jeunes filles au bord de la mer

## 같이 보기
- 상징주의
- 보스턴 공공도서관